# وشم کوتوله
وشم کوتوله (نام علمی: Taoniscus nanus) نام یک گونه از تیره وشم است.